# ویی کز
ویی کز (به فرانسوی: Vieille Case) یک روستا در دومینیکا است که در پریش سنت اندرو واقع شده‌است.

## خصوصیات
ویی کز ۷۲۶ نفر جمعیت دارد.